# روبرت باتريك
روبرت باتريك (بالإنجليزية: Robert Patrick)‏ ممثل أمريكي من مواليد 5 نوفمبر 1958.

## مشاركاته
شارك روبرت في الفيلم الأمريكي الشهير المبيد 2 مع الممثل الأمريكي أرنولد شوارزنيجر ، وشارك في الدور الرئيسي الخصم اللدود بالرجل الألي تي - 1000 .
وأيضاً خلال مسيرته الفنية شارك في مسلسل إكس فايلز الجزء الثامن بشخصية جون دوكيت وفيلم ذا يوناتد وفيلم والك ذا لاين وفيلم روز السامة.

## وصلات خارجية
- روبرت باتريك على موقع IMDb (الإنجليزية)
- روبرت باتريك على موقع روتن توميتوز (الإنجليزية)
- روبرت باتريك على موقع ألو سيني (الفرنسية)
- روبرت باتريك على موقع أول موفي (الإنجليزية)
- روبرت باتريك على موقع قاعدة بيانات الأفلام السويدية (السويدية)
- روبرت باتريك على موقع إن إن دي بي (الإنجليزية)
- روبرت باتريك على موقع ديسكوغز (الإنجليزية)
- روبرت باتريك على موقع قاعدة بيانات الفيلم (الإنجليزية)
- روبرت باتريك على موقع كينوبويسك (الروسية)